# 双趾鼬鳚
双趾鼬鳚（学名：Dinematichthys iluocoeteoides），又名雙線鼬鳚，为胎鼬鳚科双趾鼬鳚属的鱼类。分布于分布到菲律宾吕宋岛八打雁到印度尼西亚、社会群岛、加罗林群岛及印度洋毛里求斯岛以及南海西沙群岛海域等，常栖息于太平洋及印度洋热带和暖海流区珊瑚礁，为胎生小型底层鱼。该物种的模式产地在东印度群岛。